# Jean Levavasseur
Jean Georges Levavasseur  (* 8. června 1924 Chatou – 10. února 1999 Poissy, Francie) byl francouzský sportovní šermíř, který se specializoval na šerm šavlí. Francii reprezentoval ve čtyřicátých a padesátých letech. Na olympijských hrách startoval v roce 1948 a 1952 v soutěži jednotlivců a družstev. V roce 1950 získal titul mistra světa v soutěži jednotlivců. V francouzským družstvem šavlistů vybojoval v roce 1952 bronzovou olympijskou medaili a v letech 1949, 1950 se na mistrovství světa umístil na druhém místě.